# Striarina valdiviae
Striarina valdiviae är en armfotingsart som först beskrevs av Helmcke 1940.  Striarina valdiviae ingår i släktet Striarina och familjen Basiliolidae. Inga underarter finns listade i Catalogue of Life.